# Fitzroy Dunkley
Fitzroy Dunkley (né le 20 mai 1993) est un athlète jamaïcain, spécialiste du 400 mètres.

## Biographie

### Palmarès
| Date | Compétition     | Lieu           | Résultat | Épreuve   | Temps         |
| ---- | --------------- | -------------- | -------- | --------- | ------------- |
| 2016 | Jeux olympiques | Rio de Janeiro | 2e       | 4 × 400 m | 2 min 58 s 16 |

## Records
| Épreuve | Performance | Lieu   | Date         |
| ------- | ----------- | ------ | ------------ |
| 400 m   | 45 s 06     | Eugene | 10 juin 2016 |